# 名越二荒之助
名越 二荒之助（なごし ふたらのすけ、1923年3月14日 - 2007年4月11日）は、日本の歴史学者、評論家。元高千穂商科大学教授。専攻は社会思想史。

## 経歴
岡山市生まれ。山口高等商業学校卒業後、新京の陸軍経理学校を経て出征。朝鮮半島で終戦を迎え、ソビエト連邦に抑留を経て1950年に帰国。岡山県に戻り高校教師となり、高千穂商科大学助教授を経て1982年に教授。1997年に退職後、著作活動に専念。
2007年4月11日、呼吸不全のため死去。

## 活動

### 教科書問題に関する活動
- 1968年、家永教科書裁判の国側証人[4]。
- 1981年には参議院の予算委員会で教科書問題の参考人として出席し、教科書に登場する人物に偏りがあるなどと批判した[5]。

### パラオにおける慰霊活動
パラオ共和国の戦没者の慰霊活動をよく行っており、その一環として南洋神社にパラオ挺身隊の顕彰碑を建立した。

## 家族
- 名越健郎：時事通信社外信部長、拓殖大学教員、長男
- 高草真知子：廣池学園（麗澤大学ほか）教員、長女

## 家系
- 鎌倉幕府の第3代執権北條泰時の弟、北條（名越）朝時の家系といわれている[要出典]。

## 著書
- 『大東亜戦争を見直そう』 原書房、1968年。新書判
- 『内乱はこうして起る』 原書房、1969年
- 『新世紀の宝庫・日本』 日本教文社、1977年5月、増補版1983年
- 『戦後教科書の避けてきたもの』 日本工業新聞社、1981年9月
- 『反日国家・日本』 山手書房、1984年8月。新書判
- 『史実が語る日本の魂』 モラロジー研究所（廣池学園出版部）、2007年8月。遺著
- 『大東亜戦争を見直そう　アジア解放の理想と花開く武士道物語』 明成社（改訂版）、2007年8月

### 編著・共著
各・展転社刊
- 『世界に生きる日本の心　21世紀へのメッセージ』 1987年10月、新版2003年3月
- 『アジアに生きる大東亜戦争』 1988年10月（ASEANセンター編）
- 『世界から見た大東亜戦争』 1991年12月
- 『秘話 大東亜戦争とアジアの歌声』 1994年2月（てんでんブックレット）
- 『台湾と日本・交流秘話』1996年4月（草開省三共編、許國雄監修）
- シリーズ『世界に開かれた昭和の戦争記念館』
  - 〈第1巻〉満州事変と支那事変　2001年2月
  - 〈第2巻〉大東亜戦争と被占領時代　2001年10月
  - 〈第3巻〉大東亜戦争の秘話　1999年11月
  - 〈第4巻〉大東亜戦争その後　2000年5月
  - 〈第5巻〉すべての戦没者に捧げる　2002年5月

その他
- 『日韓2000年の真実』ジュピター出版、1997年7月。ヨゼフ・ロゲンドルフ賞受賞　
  - 改訂版『日韓共鳴二千年史　これを読めば韓国も日本も好きになる』 明成社、2002年5月
- 『これだけは伝えたい武士道のこころ』、拳骨拓史共著、防衛弘済会、2007年7月。晋遊舎（新版）、2014年8月

明成社
- 『明治天皇と日露戦争』、小堀桂一郎、入江隆則、加瀬英明ほか全7名、平成17年（2005年）
- 『語り伝えたい美しい日本の建国』、中西輝政、出雲井晶、坂本多加雄ほか全6名、平成19年（2007年）
- ビデオ「名越二荒之助氏が語る秘話日露戦争」
  - [第1巻] 乃木希典大将と旅順要塞攻略戦、平成17年
  - [第2巻] 奉天大会戦と水師営の会見、平成17年